# Obi
Obi sau Ob, fluviul cu cel mai lung estuar: 800 km lungime, 30-90 km lățime și 10-12 m adâncime, este situat in vestul Siberiei, Federația Rusă. Fluviul izvorăște din Munții Altai, prin izvoarele Biia și Katun, și curge pe direcția aproximativă S-N, prin întinsa câmpie a Siberiei de Vest, vărsându-se ca și Enisei în Marea Kara - Oceanul Înghețat, printr-un imens estuar. Fluviul are lungimea de 5.410 km. 

## Cursul apei
Fluviul ia naștere prin unirea râurilor Biia și Katun, care vin din munții Altai (Siberia de sud), se unesc lângă orașul Biisk (în limba rusă Бийск), care are o populație de 229.412 de locuitori. Fluviul traversează orașul Barnaul și lacul de acumulare Kamen, urmat de lacul de acumulare de la Novosibirsk. Obi își continuă cursul în direcția nord-vest prin depresiunea Siberiei de vest, trecând prin orașele Nijnevartovsk, Surgut și Hantî-Mansiisk. De aici urmează cursul în aceeași direcție de nord-vest, la cca. 300 km de ultimul oraș amintit se desparte pe o distanță de cca. 450 km cu un curs spre nord, în două ramuri numite Obi cel Mare și cel Mic, un braț curge la nord, cealălalt braț la est de Munții Ural, aceste râuri reunindu-se lângă orașul Salehard (38.343 locuitori) situat în Siberia de nord, în apropiere de cercul polar. Deținuții politici au fost deportați în această regiune în timpul lui Stalin. După traversarea acestui oraș, fluviul curge la nord și paralel cu cercul polar, vărsându-se în Marea Kara printr-un estuar lat de 80 km și lung de 800 km. Vărsare în mare a unei cantități enorme de apă determină formarea unui curent puternic marin spre nord. 
Obi în Siberia de nord, Ienisei în Siberia centrală și Lena în Siberia de est reprezintă principalele căi navale din partea răsăriteană a Rusiei.

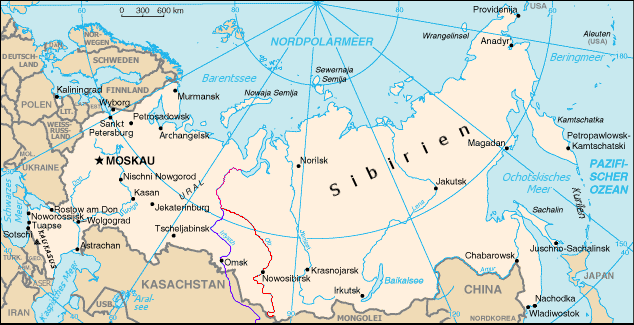
Cursul fluviilor Obi (roșu) și Irtîș (albastru)

## Orașe
Pe malurile fluviului Obi se află orașele: 
- Barnaul
- Novosibirsk
- Kolpashevo
- Nizhneavartovsk
- Surgut
- Khanty-Mansiysk
- Beryozovo
- Labytnangi
- Salekhard

## Afluenți
De la izvor spre vărsare:
- Tom
- Ket
- Tshulym (Kulym)
- Vassjugan
- Tym
- Vah
- Agan
- Pim
- Ljamin
- Irtiș
- Sosva de nord
- Polui